# José María Zárraga
José María Zárraga Martín, né le 15 août 1930 dans le quartier de Las Arenas à Getxo et mort le 3 avril 2012 à Madrid, est un footballeur espagnol d'origine basque, ayant occupé le poste de milieu de terrain.

## Biographie
Ayant obtenu son brevet d’entraîneur en 1964, il le devint au Real Murcie en 1965/1966, puis il passa au Málaga CF B avec l’équipe 1re -il restera dans ce club au total 6 saisons, remportant au passage 3 titres consécutifs de champion d’Espagne juniors- , puis au Valence CF 2 saisons, et enfin à Deportivo Alavés Vitoria durant 6 années, dernier club qu'il fit remonter en 1re division.

## Clubs (joueur)
- Los Escolapios (les Esculapes) : 1946 – 1948 (collège)
- Acción Católica de Las Arenas de Guecho : 1948 – 1949 (université de Deusto)
- Plus Ultra : 1949 – 1951
- Real Madrid : 1951 à 1962 (306 matches et 96 buts)

## Palmarès
- 8 sélections internationales A (et 2 en B), de 1954 à 1958 (capitaine espagnol en 1958)
- Vainqueur de la Coupe intercontinentale en 1960
- Vainqueur de la Coupe d'Europe des clubs champions à 5 reprises, en 1956, 1957, 1958, 1959 et 1960 (capitaine en 1959 et 1960)
- Vainqueur de la Coupe Latine en 1955 et 1957
- Champion d'Espagne à 6 reprises, en 1954, 1955, 1956, 1957, 1958 et 1962.
- Vainqueur de la Coupe d'Espagne en 1962 (il quitte alors le club sur un doublé national)
- Vice-Champion d'Espagne en  1959, 1960
- Finaliste de la Coupe d'Espagne en 1958, 1960 et 1961
- Petite coupe du monde  (Coupe Caracas) des clubs en 1952 et 1956 (mini-tournoi de 4 équipes américano-européennes, à Caracas)
- (Divers saisonnier : trophée Ramón de Carranza de Cadix (1958, 1959 et 1960), trophée Villamarin de Séville (1960), trophée Teresa-Herrera (1953), trophée Villa Marín de Oro : 1)
- 218 matchs de Liga, 51 de Voupe du Roi, et 31 de Coupes d'Europe

## Distinctions
- Médaille du Mérite sportif espagnol : à 4 reprises (une d’or, une d’argent, et deux de bronze)